# Nueva educación
La nueva educación es un movimiento pedagógico que defiende el principio de participación activa de los individuos en su propia formación. Según esta perspectiva, el aprendizaje, más que la mera acumulación de conocimientos, debe ser un factor del progreso global o integral de la persona. Para alcanzar esto, es necesario partir de los «centros de interés» de las personas, y esforzarse por suscitar en ellas un espíritu de exploración y cooperación, el llamado principio de los métodos activos. La nueva educación aboga por una educación integral, dando igual importancia a los diferentes dominios educativos: intelectuales y artísticos, pero también físicos, manuales y sociales. En esta perspectiva, el aprendizaje sobre la vida social se considera esencial.

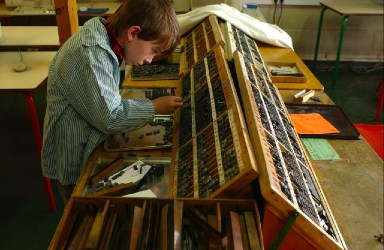
Pedagogía Freinet - imprenta.

## Principios
La nueva educación está basada en los principios de la pedagogía activa y la confianza en los propios recursos de cada persona. Propende por un aprendizaje basado en la realidad y la libre elección de actividades. Los diferentes pedagogos en este movimiento han expresado de diversas maneras tal necesidad de favorecer la experiencia personal: Para John Dewey, se aprende haciendo («Learning by doing»), a lo que Freinet hace eco hablando de ensayo y error experimental («tâtonnement expérimental»). Para Decroly, se debe partir de los «centros de interés».
No obstante, la nueva educación no se limita a enseñar por medio de métodos activos que reemplacen la enseñanza basada en dar clases o lecciones. Propone que la educación no puede aislar la enseñanza de materias académicas de otros campos de la educación y confiere la misma importancia a todos los campos: intelectual, artístico, pero también físico, manual y social. Así, propone una educación global o integral, en la que importa el entorno vital desarrollado por la escuela. 
En la nueva educación, es esencial aprender a la vida social: desde el «self-government» (autogobierno) de Summerhill hasta los consejos cooperativos de la llamada pedagogía institucional del modelo Freinet, el respeto a los niños implica que sean partícipes de las normas que rigen sus vidas.
La pedagogía de la nueva escuela fue experimentada históricamente en sitios en los que vivían niños de manera permanentemente, específicamente en orfanatos e internados. En 1919, Adolphe Ferrière consideraba que una nueva escuela era necesariamente un internado situado en el campo. Asimismo, la coeducación era considerada indispensable por una parte importante de teóricos y actualmente esta idea goza de una aceptación muy generalizada.
En la actualidad, para alcanzar estos mismos objetivos, en la nueva escuela se involucra estrechamente a los padres en la vida escolar.

## Historia

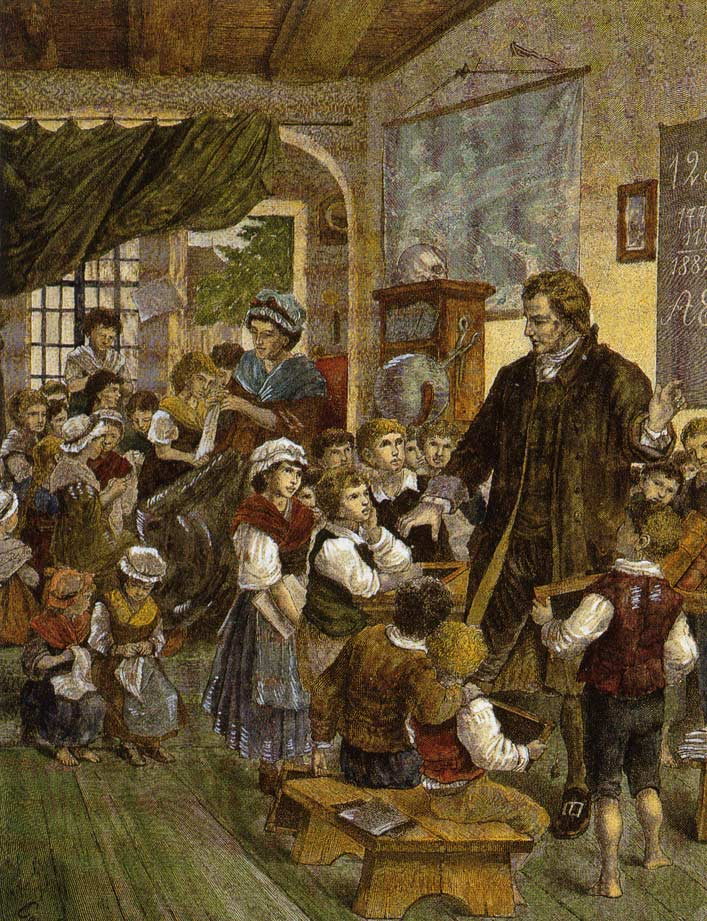
La escuela de Johann y Anna Pestalozzi.

### Precursores
La nueva educación se inspiró en una larga tradición de pedagogos que incluye a los humanistas renacentistas, para quienes ya «el niño no es un jarrón que hay que llenar sino un fuego que hay que encender». Entre estos pedagogos se encuentran referencias a François Rabelais y su abadía de Thélème (en su Gargantúa y Pantagruel), así como referencias a la obra de Michel de Montaigne y la de Comenio.
También fueron una influencia importante las teorías de Jean-Jacques Rousseau, en su Emilio, o De la educación, teorías que fueron puestas en práctica por Johann Pestalozzi a comienzos del siglo XIX.
Se considera, con todo, que el movimiento de la nueva educación nació en su forma actual a comienzos del siglo XX.

### Primeras escuelas activas

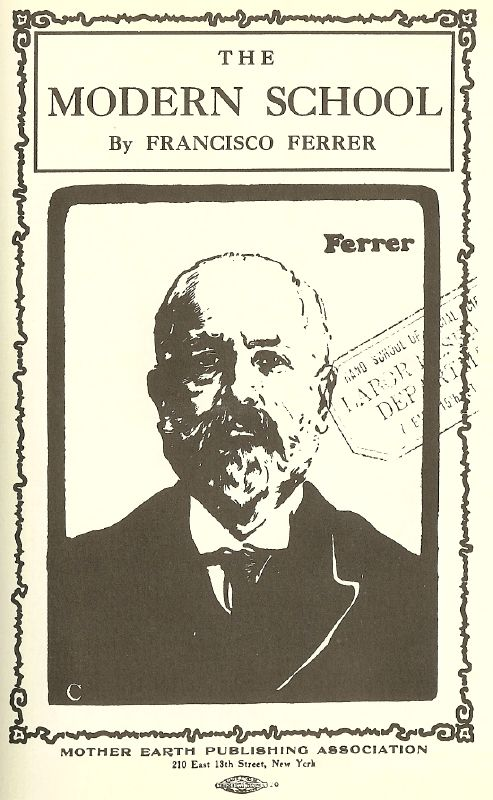
La escuela moderna de Francisco Ferrer, carátula de una traducción al inglés.

El movimiento de la nueva escuela, de carácter internacional, estuvo marcado en 1889 por la apertura de la Escuela de Abbotsholme, en Inglaterra, conocida en su época como «The New School» (La nueva escuela). Su fundador, el pedagogo británico Cecil Reddie, desafió el espíritu de competencia permanente en el que se formaban las élites británicas. A esto le siguió unos años después la creación de la escuela Bedales, en Steep, Hampshire, en Inglaterra, que estableció el principio de coeducación para ambos sexos, constituyendo la primera escuela mixta inglesa. En Francia, Edmond Demolins se inspiró en tales escuelas británicas para fundar la École des Roches en Verneuil-sur-Avre en 1899, que sería durante mucho tiempo la referencia para la práctica de los métodos activos. Estas escuelas eran internados campestres que tenían en común el estar dirigidos a las élites. Sin embargo, fueron lugares experimentales que muchos precursores de la nueva educación visitaron y en los que se inspiraron.
Otros pedagogos experimentaron con las ideas de la educación libertaria en sus fundaciones y orfanatos.Se trataba de una educación integral que concedía un lugar necesario a la enseñanza industrial o práctica junto a la enseñanza científica o teórica, y en la que también aparecía el principio de coeducación. En Francia, el pedagogo anarquista Paul Robin lideró el experimento del orfanato Prévost en Cempuis entre 1880 y 1894, y luego Sébastien Faure creó la escuela libertaria La Ruche en 1904. En España, la Escuela Moderna fue fundada en 1901 por el pedagogo anarquista Francisco Ferrer. La ejecución de Ferrer en 1909 tras un juicio fallido en el que se le acusó de haber participado en disturbios lo transformó en un símbolo de la educación libertaria y sus ideas inspiraron las llamadas «escuelas modernas» en los Estados Unidos. 
A partir de esta época, los experimentos pedagógicos empezaron a basarse en la obra de médicos y psicólogos que buscaban aplicar los descubrimientos científicos a la educación y pedagogía. En los Estados Unidos, John Dewey inauguró en 1896 un laboratorio de estudios de psicología aplicada para comprender mejor la pedagogía, ciencia aplicada de la psicología. En Italia, por su parte, María Montessori creó la primera Casa dei bambini (Casa de los niños) en 1907, mientras que en Bélgica se abrió la primera escuela de Ovide Decroly. En Suiza, Edouard Claparède, médico y psicólogo, fundó en 1912 el Institut Jean-Jacques Rousseau, una escuela de ciencias educativas en Ginebra.
El movimiento europeo de la nueva escuela se enriqueció con la apertura en Alemania de la escuela al aire libre de Haubinda, de Hermann Lietz (1906), y de la escuela de Odenwald por parte de Paul Geheeb (1910) .
En Polonia, Janusz Korczak creó su primer orfanato en 1912, «Dom Sierot» organizado como una «república de niños».

### El impacto de la Primera Guerra Mundial
La Primera Guerra Mundial tuvo un profundo impacto en los pedagogos involucrados en estos experimentos educativos. Algunos, como los franceses Célestin Freinet y Gustave Monod, quedaron gravemente heridos, pero, en particular, todos tomaron conciencia de la necesidad de una educación que se dirigiera a todos con un espíritu diferente. Los métodos activos no eran suficientes. Henri Wallon dijo, a propósito de esta época:

Il avait semblé alors que pour assurer au monde un avenir de paix, rien ne pouvait être plus efficace que de développer dans les jeunes générations le respect de la personne humaine par une éducation appropriée. Ainsi pourraient s'épanouir les sentiments de solidarité et de fraternité humaines qui sont aux antipodes de la guerre et de la violence.

En aquel momento parecía que, para garantizar un futuro pacífico al mundo, nada podía ser más eficaz que desarrollar el respeto por la persona humana en las generaciones más jóvenes mediante una educación adecuada. De este modo, podrían florecer los sentimientos de solidaridad y fraternidad humanas que son la antítesis de la guerra y la violencia.

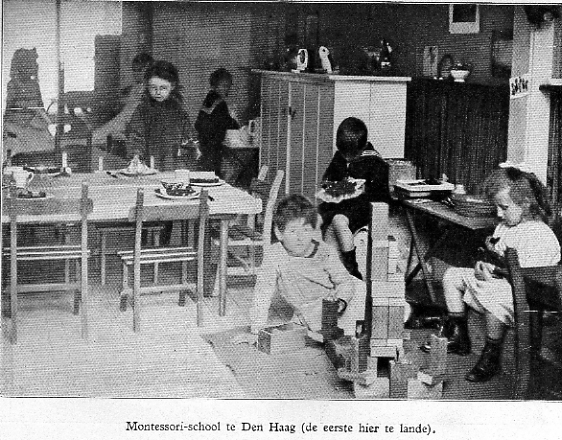
Escuela Montessori en La Haya en 1915.

En 1919 tuvo inicio en Alemania la experiencia de las escuelas libertarias de Hamburgo, en tanto que al margen del movimiento, Rudolf Steiner abrió la primera Escuela Waldorf que, si bien retomaba algunas ideas y un aire de nueva escuela, se basaba principalmente en la doctrina esotérica llamada «antroposofía». En 1921, el escocés Alexander S. Neill creó la Escuela de Summerhill, en la que implementó sus teorías libertarias.
En 1921 se fundó en Francia la Liga Internacional por la Nueva Educación, sobre la base de la carta para la nueva educación, documento redactado en 1915 por Adolphe Ferrière. Durante los años siguientes y hasta el inicio de la Segunda Guerra Mundial, los congresos de la liga reunieron a activistas a favor de la nueva educación, permitiendo intercambios sobre las prácticas y trabajos investigativos de cada uno.

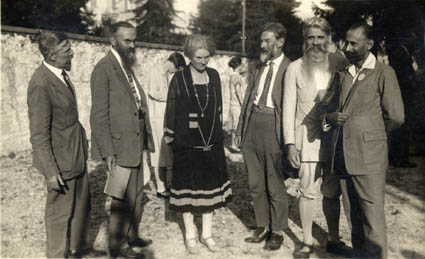
De izquierda a a derecha, Ovide Decroly, Pierre Bovet, Beatrice Ensor, Edouard Claparède, Paul Geheeb y Adolphe Ferrière en un congreso de la Liga por la Nueva Educación.

En los congresos de la liga participaron la mayoría de personalidades de la Nueva Educación, entre ellos Maria Montessori, Roger Cousinet y Alexander Sutherland Neill. También publicaban sus trabajos en la revista de la liga Pour l'ère nouvelle, que empezó a publicarse en 1922.
Célestin Freinet fue otro de los asistentes a algunos de estos congresos. Freinet creó en 1928 la Cooperativa de educación laica y luego fundó la escuela Freinet en Vence en 1935, con lo que se lanzó el movimiento de la Pedagogía Freinet.
Los congresos y publicaciones de la Liga se vieron interrumpidos por el estallido de la Segunda Guerra Mundial. Janusz Korczak y los niños que estaban en sus orfanatos en Varsovia bajo el cuidado de otros profesores fueron encerrados en el gueto de Varsovia y posteriormente asesinados en el campo de exterminio de Treblinka a manos de los nazis. La obra de Korczak influyó en la redacción de la Convención sobre los Derechos del Niño de las Naciones Unidas en la década de 1980.

### De la Guerra Fría a la actualidad
Tras la Segunda Guerra Mundial, el movimiento de la nueva educación perdió gran parte de su dinámica internacional. El congreso de «reunión» de la Liga de 1946 fue el último. La creciente politización de los diferentes movimientos en el contexto de Guerra Fría tuvo el efecto de poner fin a estos encuentros internacionales.
A finales de la década de 1960, este movimiento, que desde sus orígenes había pretendido tener en cuenta el trabajo en ciencias humanas, estaba fuertemente influido por el psicoanálisis. Se había tomado inspiración de la psicoterapia para definir la llamada «pedagogía institucional» y luego de la «dinámica de grupos pequeños» y del concepto de «no directividad» de la psicología clínica de Carl Rogers.

## Críticas y estudios
El pedagogo francés Louis Legrand, en un artículo de 1970, «L'éducation nouvelle et ses ambiguïtés» (La nueva educación y sus ambigüedades), describió las actitudes y principios de la nueva educación, oponiéndolos en varios puntos a la educación tradicional. Legrand especifica que: «Dos concepciones generales son en efecto posibles, concepciones que encontramos especificadas en los diversos teóricos de la nueva educación. El rechazo de la escuela tradicional puede en efecto verse o bien como un rechazo total que engloba la práctica pedagógica, la institución, el ambiente político y los valores en los que se basan conscientemente, o bien, de manera más simple, como la denuncia de una inadecuación reconocida entre, por una parte, los valores conservados y purificados y, por otra, la práctica pedagógica, la institución escolar y el contexto político. Esta oposición es capital, en nuestra opinión, en la medida que las opciones éticas brindan un estilo particular a la nueva pedagogía así fundada. Históricamente, la crítica de la escuela tradicional ha sido casi siempre una crítica total, que ponía en tela de juicio los valores. Para Ferrière, para Dewey, para Freinet, la crítica a la escuela tradicional era ante todo una crítica al intelectualismo racionalista o positivista, una crítica al humanismo tradicional y, fundamentalmente, una crítica al dualismo platónico».
Estudios recientes en Francia parecen mostrar resultados positivos en términos de las capacidades y resultados de estudiantes egresados de escuelas con estas perspectivas pedagógicas durante sus estudios universitarios y en sus vidas profesionales, caso tanto para las escuelas Freinetcomo para las escuelas «nuevas» y Montessori.

## Influencia en los sistemas educativos nacionales

### Américas

#### Estados Unidos
En Estados Unidos, la figura más representativa de la nueva educación es John Dewey, quien insistía en el lugar esencial de la escuela en la formación de una sociedad democrática. La obra de Dewey inspiró las reformas educativas implementadas en el siglo XX, durante la presidencia de Theodore Roosevelt. Su obra fue traducida al francés por Ovide Decroly.
En 1957, el lanzamiento del Sputnik 1 por parte de la Unión Soviética provocó un gran traumatismo en los Estados Unidos que llevó a un cuestionamiento del sistema educativo progresista. Se decidieron una serie de reformas en las escuelas estadounidenses, principalmente en relación con la educación primaria, que incluyeron en particular el abandono de los métodos activos en favor de la matemática moderna.
No obstante, la influencia de la obra de Dewey sigue siendo notable en la actualidad.

#### Canadá
La provincia canadiense de Quebec se beneficia de una red de escuelas alternativas integradas en el sistema público, siendo la escuela Jonathan, fundada en 1974, la primera de ellas.
A partir del año 2000, el programa de formación de la escuela de Quebec basa la enseñanza en la experimentación y en la pedagogía basada en proyectos. Este programa pedagógico es implementado a partir de la educación primaria y debe extenderse progresivamente a todos los ciclos.
Si bien las escuelas democráticas todavía no están permitidas, la Red de Escuelas Democráticas de Quebec intenta afrontar este desafío.

### Europa

#### Francia
En Francia, la nueva educación iba viento en popa durante la Liberación, tanto a raíz de reformas emprendidas en el sistema educativo como a través de iniciativas individuales, y muchas escuelas nuevas, públicas y privadas fueron creadas.
La comisión Langevin-Wallon elaboró un plan de reforma del sistema educativo francés apoyado en el trabajo realizado por el consejo de la Resistencia, pero el comienzo de la Guerra Fría interrumpió tal dinámica. El pedagogo François Goblot, apoyado por Gustave Monod, egresado él mismo de la escuela des Roches, fundó los «dossiers pedagógicos» y luego los «cuadernos educativos» con motivo de la creación de las «nuevas clases». Goblot quería que se convirtiera en un boletín inspirado en métodos activos implementados en las clases. En 1946 Goblot fundó la ANECNES (Asociación Nacional de Educadores de Nuevas Clases de Enseñanza de Segundo Grado) que se transformó en CRAP (Círculo de Investigación y Acción Pedagógica) en 1963. Tras la salida del gobierno de los ministros comunistas, el plan Langevin-Wallon quedó enterrado.
Los movimientos pedagógicos se radicalizaron, el Grupo Francés de Nueva Educación (GFEN) se mantuvo cerca del comunismo mientras que Célestin y Élise Freinet rompieron con él. En consecuencia, ocurrió un antagonismo entre movimientos que, con todo, defendían teorías educativas similares. Tal división continúa en la actualidad a pesar de la creación de un Comité de enlace de los movimientos pedagógicos en 1985, con el movimiento Freinet presente principalmente en la educación primaria, el GFEN más bien activo en la formación del profesorado y las escuelas privadas de la Asociación Nacional para el Desarrollo de la Nueva Educación (ANEN) o Montessori mantenidas al margen de estos movimientos.
No obstante, algunas prácticas de la nueva educación se han generalizado, en particular aquellas destinadas a aprender de la realidad. Clases ecológicas, trabajos manuales y educación artística son ahora habituales, especialmente en la educación primaria. La coeducación se estableció oficialmente en la década de 1960. Por otra parte, el establecimiento de un tiempo para el trabajo personal libre, basado en los intereses reales de cada estudiante, nunca ha llegado a formar parte de las costumbres escolares, a pesar de que la ley Jospin de 1989 pone «[a]l niño en el centro del sistema». Para Henri Wallon es más bien el «proyecto en torno al estudiante» el que debe implementarse para que los niños accedan a la cultura en función de su propio ritmo y sus potencialidades».

#### Alemania

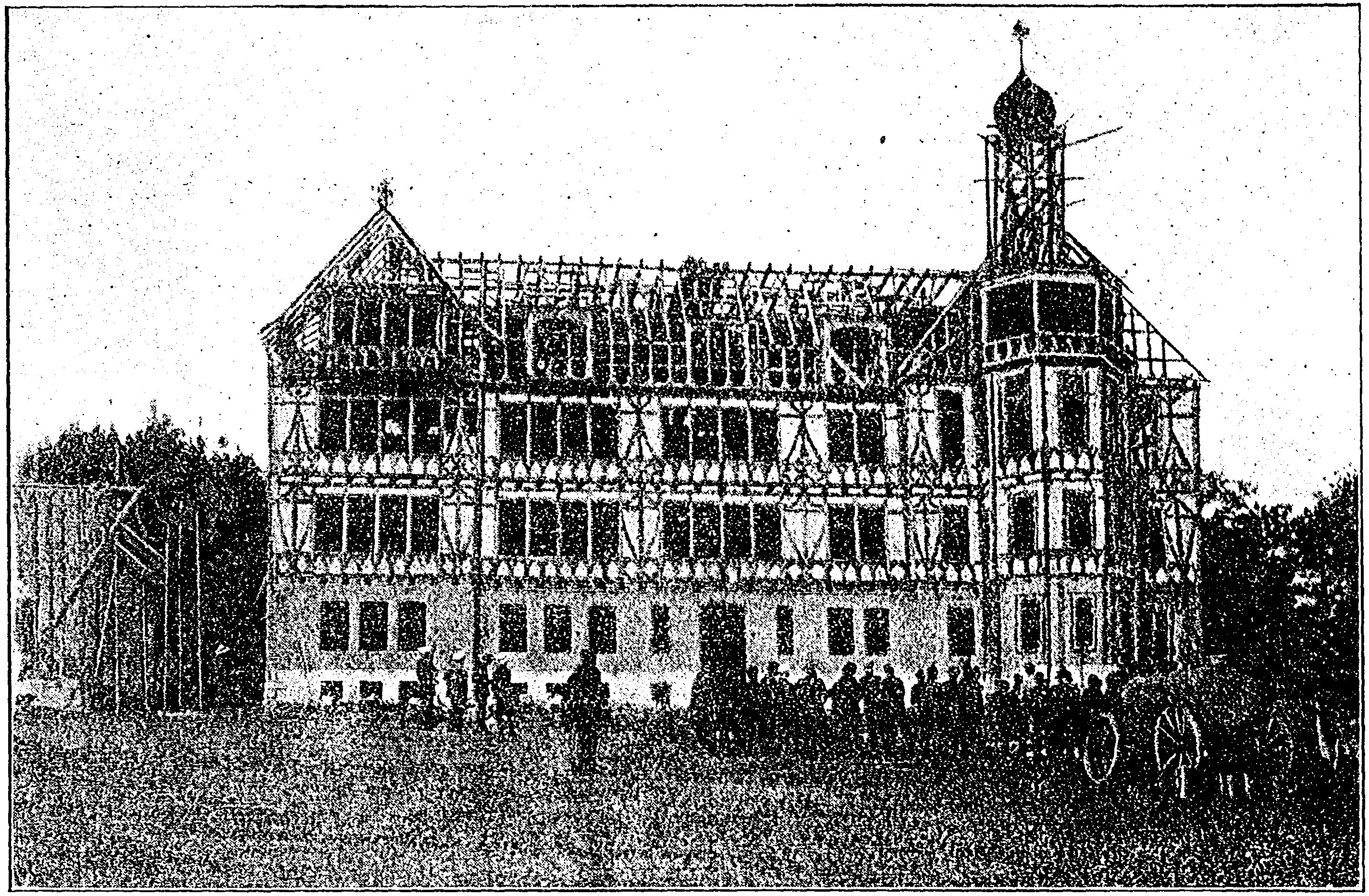
La escuela al aire libre Hermann-Lietz (D.L.E.H.) en Haubinda (1901).

En Alemania, la reflexión pedagógica tiene una larga tradición que se manifiesta en la fundación en el siglo XIX de Universidades Pedagógicas (Pädagogische Hochschule) en todas las ciudades universitarias. Es en este contexto que se ha desarrollado la «nueva pedagogía». Los pedagogos más influyentes en la nueva pedagogía en Alemania incluyen a Georg Kerschensteiner y Maria Montessori. También es necesario citar al antropósofo Rudolf Steiner y sus escuelas Waldorf, incluso si la pedagogía de Steiner, basada en la doctrina esotérica de la antroposofía, no tiene nada que ver con el movimiento de la Nueva Educación.
La noción que abarca la expresión «Nueva escuela» tiene su homólogo en Alemania en la expresión «Reformpädagogik». Los Landerziehungsheime (lit. Centros de educación rural), que son internados campestres, se inscriben en la tendencia de la pedagogía «nueva» y en el movimiento de educación rural cuyo concepto se debe al pedagogo reformador Hermann Lietz. En 1901, Lietz fundó la Landerziehungsheim de Haubinda en Turingia. Rudolf Aeschlimann, August Halm, Paul Geheeb, Martin Luserke y Gustav Wyneken fundan en 1906 la Freie Schulgemeinde Wickersdorf (Comunidad de Escuelas Libres de Wickersdorf) en el bosque de Turingia . La pedagoga y socialista Minna Specht enseñó allí como profesora de matemáticas en 1918 antes de hacerse cargo de la dirección de la Landerziehungsheim de Walkemühle en 1924, fundada por Leonard Nelson en Adelshausen, cerca de Melsungen, en el estado de Hesse. El movimiento educativo rural mantiene estrechos vínculos con el «movimiento de jóvenes» (Jugendbewegung).
La influencia de la nueva pedagogía ha aumentado de manera particular a partir del año 2000, cuando diferentes evaluaciones (Informe PISA) revelaron un bajo desempeño del sistema escolar y universitario alemán. Cabe señalar los esfuerzos del gobierno alemán para relanzar una discusión pedagógica en todos los ámbitos de la sociedad, en particular animando a periodistas conocidos a filmar documentales sobre las escuelas en las que las experiencias pedagógicas son las más prometedoras.

## Principales pedagogos
Entre los principales pedagogos que fueron precursores de movimiento de la nueva educación se puede citar a los siguientes:
- Jean-Jacques Rousseau (1712-1778): Propuso que el niño esté en el centro del acto de aprender. Según Rousseau, la sociedad desnaturaliza al niño, es decir, la educación por la que pasa el niño lo aleja de su estado natural.
- Johann Heinrich Pestalozzi (1746-1827): influenciado por Rousseau, Pestalozzi se preocupó principalmente por crear y dirigir escuelas rurales en zonas desfavorecidas. Su obra desarrolla y aplica los principios de una educación concreta y graduada.
- Jean Itard (1774-1836): Célebre por (re)educar a Víctor, el niño salvaje de Aveyron. Demostró así que la educación de niños con déficits cognitivos y psicóticos era posible.
- Friedrich Fröbel (1782-1852) : influenciado por Pestalozzi, se esforzó por desarrollar una pedagogía que promoviera el desarrollo psicológico armonioso de los niños. Creador del primera jardín infantil, su pedagogía era percibida como religiosa y socialista y fue prohibida en varios estados alemanes.
- Édouard Séguin (1812-1880), «el maestro de los idiotas»: su experiencia en Francia y luego en Estados Unidos influyó en María Montessori. Fue discípulo de Itard en Bicêtre .
- Paul Robin (1837-1912): influido por el anarquismo, afirmaba que la educación debía formar tanto al trabajador como al ciudadano. Buscaba que los estudiantes adquirieran un enfoque científico de la educación. Feminista, creía que la gestión científica de la natalidad, unida a una educación basada en la tecnología, aportaría mejoras notables a la humanidad.

- Georg Kerschensteiner (1854-1932).
- Francisco Ferrer Guardia (1859-1909): anarquista, en 1901 fundó la Escuela Moderna, un proyecto educativo racionalista que promueve la diversidad, la igualdad social, la autonomía, y la ayuda mutua. Fue la primera de una red que incluyó a más de cien en España en 1907. Inspiró la escuelas modernas estadounidenses.

Entre los principales pedagogos actores y creadores del movimiento de la nueva educación se encuentran :
- John Dewey (1859-1952): Fue el primero en abordar la enseñanza y el aprendizaje desde un ángulo científico. En consecuencia, es necesario analizar los efectos de cada acción realizada para identificar principios educativos.
- María Montessori (1870-1952) : su experiencia con los niños con discapacidades cognitivas e intelectuales le reveló que los métodos de enseñanza clásicos de principios del siglo XX eran ineficaces. Decidió desarrollar un enfoque pedagógico basado en la observación y la experiencia.
- Ovide Decroly (1871-1932): Propuso una pedagogía basada en la observación y el descubrimiento. Creó el método global del aprendizaje de la lectura.
- Georges Bertier (1877-1962)
- Paul Langevin (1872-1946).
- Édouard Claparède (1873-1940).
- Janusz Korczak (1878-1942).
- Adolphe Ferrière (1879-1960).
- Henri Wallon (1879-1962) .
- Roger Cousinet (1881-1973).
- Alexander Sutherland Neill (1883-1973): Mientras era tratado en un hospital tras sufrir heridas de guerra, Neill descubrió la llegada de un psiquiatra en un centro reservado para enfermos mentales. Este planteamiento le incitó a revisar la relación entre profesor y alumno, lo que le llevó a fundar una escuela de estilo democrático.
- Peter Petersen (1884-1952) : «Plan de Jena» (en alemán, Der Kleine Jena-Plan, 1927).
- Célestin Freinet (1896-1966): Después de que las heridas de guerra afectaran gravemente sus pulmones, decidió mantener condiciones sanitarias especiales en su clase. Tal elección le llevó a crear el primer periódico estudiantil. También involucró  activamente a los estudiantes en la formación de sus colegas.
- Carl Rogers (1902-1987) : Psicólogo humanista.
- Fernand Oury (1920-1998) es el fundador, junto con la psicóloga Aïda Vásquez, de la pedagogía institucional.
- Mohand Said Lechani (1893-1985), activista y practicante de la nueva educación, autor de un método de lectura en 1933, en Argel.

## La nueva educación hoy

### Movimientos de la nuevoa educación
Entre los movimientos que se denominan como de nueva educación, se encuentran los siguientes:
- ANEN: Asociación Nacional para el Desarrollo de la Nueva Educación, que agrupa a media docena de escuelas.
- CEMEA: Centros de formación en métodos de educación activa
- CRAP- Cuadernos Pedagógicos: Círculo de investigación y acción pedagógicas
- FESPI: Federación de escuelas públicas innovadoras
- FICEMEA: Federación Internacional de Centros de Formación en Métodos de Educación Activa
- GBEN: Grupo belga de Nueva Educación
- GROEN: Grupo rumano de Nueva Educación
- GFEN: Grupo francés de nueva educación .
- GLEN: Nuevo grupo educativo de Luxemburgo
- GREN: Nuevo grupo educativo francófono
- FIMEM: Federación Internacional de Movimientos Escolares Modernos - Pedagogía Freinet
- Pedagogía montessori
- REDAQ: Red de escuelas democráticas en Quebec
- EPA Francia : Fédération Entreprendre Pour Learning, miembro de la red global Junior Achievement

GBEN, GFEN, GLEN, GREN, GROEN y otros grupos nacionales han constituido una red internacional fundada en 2001: el LIEN (Enlace Internacional de Nueva Educación ), resurgimiento de la Liga Internacional para la Nueva Educación creada en 1921.

### Bienal Internacional de la Nueva Educación
En 2017, seis movimientos pedagógicos organizaron la primera Bienal Internacional de la Nueva Educación en Poitiers, Francia, entre el 2 y el 5 de noviembre .
Estuvieron presentes 300 nuevos activistas del movimiento de la nueva educación, provenientes de nueve países diferentes.
Este evento respondió a tres intenciones.
Compartir los fundamentos de la nueva educación por medio de mesas redondas y conferencias.
Compartir nuestras prácticas para no ser espectadores inactivos de los acontecimientos en el mundo. El espacio «foro de prácticas» permitió a los equipos presentar proyectos, enfoques y acciones.
Debatir juntos a fin de discutir en conjunto temas de actualidad, cuestiones políticas y educativas.
Estos tres ejes son constitutivos de una organización que ha igualmente dado su lugar a encuentros, intercambios, momentos de convivencia en ambientes estimulantes, y ambientes enriquecidos.
La charla de clausura, a manos de Philippe Meirieu, testigo de la Bienal, habló del futuro y previó una segunda Bienal, en 2019.

## Documentales
- Révolution École 1918-1939, de Joanna Grudzińska, Francia, 2016, 85' Production: Les Films du poisson/ Arte, documentala presentado en Arte, 7 de septiembre de 2016 (Dossier de prensa)
- Les enfants de Summerhill Película de Bernard Kleindienst – 1997.
- L'éducation en questions serie documental propuesta por Philippe Meirieu y coproducida por France 5 y Mosaïques Films - 2001 Ver en línea